# Utriculaire pourpre
Utricularia purpurea
Espèce
Statut de conservation UICN

 LC  : Préoccupation mineure
L'Utriculaire pourpre (Utricularia purpurea) est une espèce de plantes à fleurs de la famille des Lentibulariaceae. C'est plante carnivore aquatique suspendue de taille moyenne endémique d'Amérique du Nord et d'Amérique centrale. Il a été suggéré que Utricularia purpurea pourrait avoir partiellement perdu son appétit pour le carnivore. Richards (2001) a fait une étude approfondie sur le terrain à ce sujet et a noté que les taux de piégeage de l'Utricularia habituelles proies étaient significativement plus faibles que chez les autres espèces du genre. Richards conclut que cette espèce peut toujours piéger et digérer ses proies arthropodes dans ses pièges à vessie spécialisés, mais le fait avec parcimonie. Au lieu de cela, il abrite une communauté d'algues, de zooplancton et de débris dans les vessies, ce qui indique que Utricularia purpurea favorise une interaction mutualiste au lieu d'une relation prédateur-proie.